# Dorcadion sareptanum
Dorcadion sareptanum är en skalbaggsart. Dorcadion sareptanum ingår i släktet Dorcadion och familjen långhorningar.

## Underarter
Arten delas in i följande underarter:
- D. s. sareptanum
- D. s. euxinum